# 穗状香薷
穗状香薷（学名：[Elsholtzia stachyodes] 错误：{{Lang}}：文本有斜体标记（帮助））为唇形科香薷属下的一个种。

## 扩展阅读
- 維基物種上的相關：穗状香薷